# 桃花潭站 (合肥轨道交通)
桃花潭站位于中华人民共和国安徽省合肥市肥西县繁华大道与万佛山路交叉口地下，是合肥轨道交通4号线的地铁车站，工程站名万佛山路站。車站于2024年5月1日上午10:00正式啟用。